# Bistum Ogdensburg
Das Bistum Ogdensburg (lateinisch Dioecesis Ogdensburgensis, englisch Diocese of Ogdensburg) ist eine in New York in den Vereinigten Staaten gelegene römisch-katholische Diözese mit Sitz in Ogdensburg.

## Geschichte
Papst Pius IX. gründete es am 15. Februar 1872 aus Gebietsabtretungen des Bistums Albany. Es wurde dem Erzbistum New York als Suffragandiözese unterstellt.

## Territorium
Das Bistum Ogdensburg umfasst die Countys Clinton, Essex, Franklin, Jefferson, Lewis und Saint Lawrence und Teile von Hamilton und Herkimer im Bundesstaat New York.

## Bischöfe von Ogdensburg
- Edgar Philip Prindle Wadhams (15. Februar 1872–5. Dezember 1891)
- Henry Gabriels (20. Dezember 1891–23. April 1921)
- Joseph Henry Conroy (21. November 1921–20. März 1939)
- Francis Joseph Monaghan (20. März 1939–13. November 1942)
- Bryan Joseph McEntegart (5. Juni 1943–19. August 1953, dann Rektor der Katholischen Universität von Amerika)
- Walter Philip Kellenberg (19. Januar 1954–16. April 1957, dann Bischof von Rockville Centre)
- James Johnston Navagh (8. Mai 1957–12. Februar 1963, dann Bischof von Paterson)
- Leo Richard Smith (13. Mai 1963–9. Oktober 1963)
- Thomas Andrew Donnellan (28. Februar 1964–24. Mai 1968, dann Erzbischof von Atlanta)
- Stanislaus Joseph Brzana (22. Oktober 1968–11. November 1993)
- Paul Stephen Loverde (11. November 1993–25. Januar 1999, dann Bischof von Arlington)
- Gerald Michael Barbarito (26. Oktober 1999–1. Juli 2003, dann Bischof von Palm Beach)
- Robert Joseph Cunningham (9. März 2004–21. April 2009, dann Bischof von Syracuse)
- Terry Ronald LaValley (seit 23. Februar 2010)